# Szczur błotny
Szczur błotny (Rattus lutreola) – gatunek ssaka z podrodziny myszy (Murinae) w obrębie rodziny myszowatych (Muridae), występujący wyłącznie w Australii.

## Taksonomia
Gatunek po raz pierwszy zgodnie z zasadami nazewnictwa binominalnego opisał w 1841 roku brytyjski zoolog John Edward Gray, nadając mu nazwę Rattus lutreolus. Holotyp pochodził z wyspy Moscheto, na rzece Hunter, w Nowej Południowej Walii, w Australii.
Powszechnie stosowana nazwa gatunkowa lutreolus została zmieniona, ponieważ oryginalny epitet gatunkowy lutreola jest rzeczownikiem w apozycji, a zatem nieodmiennym. R. lutreola jest taksonem siostrzanym kladu obejmującego R. sordidus, R. colletti, R. villosissimus i R. tunneyi w australijskim kladzie Rattus. Podgatunek lacus z płaskowyżu Atherton Tableland jest prawdopodobnie odrębnym gatunkiem w oparciu o jego odmienną morfologię, chociaż potrzebne są analizy genetyczne. Autorzy Illustrated Checklist of the Mammals of the World rozpoznają trzy podgatunki.

### Etymologia
- Rattus: łac. rattus „szczur”[15].
- lutreola: łac. lutraola „wyderka”, od lutra „wydra”; przyrostek zdrabniający -ola[16].
- lacus: łac. lacus, lacuus „jezioro”[17].
- velutinus: nowołac. velutinus „aksamitny”, od fr. velouté „aksamitny”, od velours „aksamit”, od nowołac. velvettum „aksamit”, od łac. vellus „runo, wełna”[18].

### Nazewnictwo zwyczajowe
W Australii zwierzę jest nazywane angielską nazwą swamp rat oraz aborygeńską nazwą koota.
W wydanej w 2015 roku przez Muzeum i Instytut Zoologii Polskiej Akademii Nauk publikacji „Polskie nazewnictwo ssaków świata” gatunkowi nadano nazwę szczur błotny.

## Występowanie
Szczur błotny jest australijskim endemitem. Zamieszkuje wybrzeża i tereny przybrzeżne we wschodniej części kontynentu od Adelaide po południowo-wschodni Queensland, z odizolowanymi populacjami na północy tego stanu; żyje także na Tasmanii, Wielkiej Wyspie Piaszczystej i Wyspie Kangura. Jest spotykany od poziomu morza do 1600 m n.p.m.
Zasięg występowania w zależności od podgatunku:
- R. l. lutreola – przybrzeżna zachodnia i południowa Australia, w tym wyspy Wielka Wyspa Piaszczysta, North Stradbroke Island i Wyspa Kangura.
- R. l. lacus – północno-wschodni Queensland, Australia.
- R. l. velutinus – Tasmania i wyspy Cieśniny Bassa.

## Wygląd
Szczur błotny osiąga długość ciała (bez ogona) 120–200 mm, długość ogona 80–145 mm, długość ucha 15–20 mm, długość tylnej stopy 27–35 mm; masa ciała 55–160 g. Wierzch ciała jest ciemnoszary lub szarobrązowy, spód ciała jest kremowy do brązowego; włosy wierzchniej połowy ciała mają złote końce. Uszy są małe, w znacznym stopniu ukryte w futrze. Ogon jest ciemnoszary, łuskowany i rzadko pokryty włosami.

## Tryb życia
Szczur błotny prowadzi naziemny tryb życia, na kontynencie australijskim żyje głównie na terenach podmokłych, ale na Tasmanii zamieszkuje szerszy zakres biotopów: piętro alpejskie, wiecznie zielone lasy twardolistne, łąki tussock i wilgotne lasy strefy umiarkowanej. Najważniejsze dla tego gatunku jest występowanie gęstej roślinności, w której może kryć się przed ptakami drapieżnymi, bądź też jest mu łatwiej znaleźć pokarm.
Niewiele wiadomo o systemie społecznym tego gatunku. Samice przejawiają agresję wobec samców, wiosną pilnują zajmowanych terytoriów, podczas gdy samce wędrują aż do zimy; zimą one także zajmują terytoria, aby przetrwać niesprzyjający czas. Gryzonie te jadają głównie łodygi i liście roślin, ale wiosną i wczesnym latem w ich diecie pojawiają się też nasiona, mięsiste owoce i owady. Zjadają one także korzenie i rosnące pod ziemią grzyby.

## Rozmnażanie
Sezon rozrodczy zasadniczo trwa od wczesnej wiosny do jesieni, chociaż szczur błotny może rozmnażać się w ciągu całego roku. Ciąża trwa 27 dni, samica rodzi od 3 do 5 młodych o masie około 5 g. Samica w ciągu roku może wydać na świat kilka miotów, trzymiesięczna samica urodzona wczesną wiosną może rodzić jeszcze w tym samym roku. Poza sezonem rozrodczym samice są zwykle agresywne wobec samców.

## Populacja i zagrożenia
Szczur błotny jest pospolity i lokalnie liczny, chociaż jego liczebność maleje. W przeszłości do spadku liczebności w największym stopniu przyczyniła się europejska kolonizacja Australii. Aborygeni australijscy przed kolonizacją europejską polowali na szczury błotne dla ich mięsa, ale obecnie już tego nie praktykują. Współcześnie rozwój osadnictwa na wybrzeżach może prowadzić do lokalnych spadków liczebności szczurów błotnych; w północno-wschodnim Queenslandzie sprzyjające im środowisko zanika, w związku ze zmianami struktury leśnej po pożarach. Gatunek jest obecny w kilku obszarach chronionych. Międzynarodowa Unia Ochrony Przyrody uznaje szczura błotnego za gatunek najmniejszej troski.